# Ingrid Finger
Ingrid Finger (...) è una modella tedesca vincitrice di Miss International 1965.
La Finger è stata la prima Miss Germania ad ottenere il titolo.
Soprannominata Fifi, la Finger riuscì a vincere battendo quarantaquattro delegate internazionali, ricevendo la corona di Miss International a Long Beach in California. Sino alla successiva edizione del concorso che si tenne due anni dopo nel 1967, Ingrid Finger si distinse per essere stata l'unica Miss International a detenere tale titolo per due anni. 